# Chiesa di San Lorenzo Martire (Fiesse)
La chiesa di San Lorenzo Martire è la parrocchiale di Fiesse, in provincia e diocesi di Brescia; fa parte della zona pastorale della Bassa Centrale Est.

## Storia
All'inizio la comunità di Fiesse era filiale della pieve di Corvione, salvo poi diventare dipendente dalla preposotura di Gambara; successivamente, passò sotto la giurisdizione dell'abbazia di Leno. 
La primitiva cappella di San Lorenzo fu dotata di un beneficio l'5 novembre 1698 grazie ai fratelli Pietro e Giovanni Battista Prignacchi; inoltre, all'inizio del XVIII secolo l'allora parroco don Giuseppe Romanelli ristabilì la scuola del Santissimo Sacramento e la Dottrina Cristiana.
Il 21 luglio 1729 venne approvato il progetto per la nuova chiesa, la quale fu poi costruita tra il 1736 e il 1737; negli anni ottanta del Novecento, in ossequio alle norme postconciliari, si provvide a realizzare il nuovo altare rivolto verso l'assemblea e l'ambone.

## Descrizione

### Facciata
La facciata a capanna della chiesa, rivolta a mezzogiorno e suddivisa da una cornice marcapiano in due registri, entrambi scanditi da lesene e controlesene, presenta in quello inferiore il portale d'ingresso mistilineo e in quello superiore una finestra centrale e due nicchie laterali, ospitanti altrettante statue; il prospetto è coronato dal timpano di forma triangolare.
Annesso alla parrocchiale è il campanile a base quadrata, la cui cella presenta su ogni lato una monofora ed è coronata dalla cupoletta poggiante sul tamburo a pianta ottagonale.

### Interno
L'interno dell'edificio si compone di un'unica navata, sulla quale si affacciano le cappelle laterali, introdotte da archi a tutto sesto, e le cui pareti sono scandite da paraste sorreggenti il cornicione aggettante sopra il quale si imposta la volta a botte; al termine dell'aula si sviluppa il presbiterio, a sua volta chiuso dall'abside.
Qui sono conservate diverse opere di pregio, tra le quali due acquasantiere, realizzate nel 1775, l'altare maggiore, costruito nel 1781, la pala raffigurante San Lorenzo, eseguita da Sante Cattaneo, e l'organo, risalente al Settecento